# Office international Nansen pour les réfugiés
Das Office International Nansen pour les Réfugiés, zu deutsch auch als Internationales Nansen-Büro für Flüchtlinge bekannt, war eine Organisation des Völkerbundes in Genf, die sich in den Jahren 1930 bis 1939 international um die Hilfe von Flüchtlingen aus Kriegsgebieten kümmerte. Es wurde 1938 mit dem Friedensnobelpreis ausgezeichnet.

## Geschichte
Das Büro wurde 1930 kurz nach dem Tod seines Namensgebers Fridtjof Nansen vom Völkerbund gegründet, um seine erfolgreiche Arbeit in der internationalen Flüchtlingshilfe fortzuführen. Dabei sollte die Organisation vor allem für materielle und politische Unterstützung der Flüchtlinge sorgen. Erster Präsident des Amtes war von 1930 bis Februar 1933 Max Huber, der damalige Präsident des Internationalen Komitees vom Roten Kreuz.
Problematisch war ab 1933 die Hilfe für Flüchtlinge aus dem nationalsozialistischen Deutschland, da das Nansen-Büro formal nicht zuständig war, und aus Spanien, deren Aufnahme viele Staaten verweigerten. Trotzdem oder gerade deswegen erhielt die Organisation 1938 den Friedensnobelpreis. Kurz danach wurde sie jedoch aufgelöst. Das Preisgeld floss einer neu gegründeten Flüchtlingsorganisation des Völkerbundes zu.